# 9154 Kolʹtsovo
9154 Kolʹtsovo este un asteroid din centura principală de asteroizi.

## Descriere
9154 Kolʹtsovo este un asteroid din centura principală de asteroizi. A fost descoperit pe 16 septembrie 1982 la Observatorul astrofizic din Crimeea de Liudmila Cernîh. El prezintă o orbită caracterizată de o semiaxă mare de 3,01 ua, o excentricitate de 0,11 și o înclinație de 10,3° în raport cu ecliptica.